# Joking relationship
Die joking relationship ist in der Ethnologie eine feste Spottbeziehung zwischen Stämmen, Nachbargemeinden, Berufsgruppen, Männern und Frauen u. ä. Als Synonyme werden hierfür auch Cousinage, Scherzbeziehung, Scherzverwandtschaft und Scherzallianz verwendet.
Sie äußert sich in festen Bräuchen wie etwa wechselseitigen Spottgesängen bei Festen (häufig im subsaharischen Afrika). Die Toleranz gegenüber Derbheiten ist dabei gewöhnlich größer als dann, wenn kein solches Verhältnis etabliert ist und Spott dann als Beleidigung aufgefasst wird (vgl. Mitchell 1956).

## Scherzallianzen in der Sahelzone
Scherzbeziehungen werden im westlichen Afrika Sanankouya – oder Mangu beim Volk der Dogon – genannt. Sie bilden dort ein noch weit verbreitetes traditionelles Solidaritätssystem. Von manchen Ethnologen werden diese Beziehungen generalisierend Scherzverwandtschaft oder Scherzcousinage genannt. Sie beruhen jedoch nicht immer auf einer wirklichen Verwandtschaft zwischen Verbündeten im Gegensatz zur ebenfalls vorkommenden echten „Scherzverwandtschaft“, wo solche Beziehungen zwischen Personen bestehen, die tatsächlich miteinander verwandt sind. 
Die Bevölkerung des Sahelzone besteht aus über 60 Volksgruppen. Nur wenige Ethnien haben angestammte feste Lebensräume. Das Land bietet nur geringe Erträge für den Lebensunterhalt und ist dazu noch häufigen Heuschreckenplagen ausgesetzt. Das Ackerland wird auf Grund der Wüstenausdehnung und abnehmender Wasserversorgung immer knapper. Das Konfliktpotential zwischen den Volksgruppen nimmt daher zu. In dieser Situation übernehmen die traditionellen Methoden der Konfliktbewältigung eine wichtige Funktion.
Die bemerkenswerteste Demonstration des Sanankouya ist die Scherzbeziehung zwischen Verbündeten. Die oft beleidigenden Äußerungen, die bei jeder Gelegenheit zwischen den Partnern ausgetauscht werden, haben keinerlei nachteilige Konsequenzen. In einer solchen rituellen Pöbelei kann es beispielsweise vorkommen, dass ein Mitglied der Bissa ein Mitglied der halbnomadischen Fulbe als notorischen Viehdieb beschimpft und dieser damit antwortet, der Bissa sei ja nur ein „Spinnenfresser“. Im Gegenteil, über diesen spielerischen Aspekt hinaus begründet die Allianz unter bestimmten Umständen eine Pflicht zum Beistand, die sich auch auf Konflikte erstreckt, die ein Partner mit Dritten hat. 
Zahlreiche Studien, die diesem typischen Phänomen der afrikanischen Westgesellschaften gewidmet sind, haben bezüglich der Ursprünge und Bedeutungen zu unterschiedlichen Interpretationen geführt. Marcel Griaule und V. Ostern haben es als eine „kathartische Allianz mit reinigender Funktion“ interpretiert, an deren Anfang ein Schwur steht, der diesen Verbrüderungspakt besiegelt. Eine andere Erklärung nimmt Bezug auf den in der Sahelzone verbreiteten synkretistisch offenen Islam, unter dessen weit gespanntem religiösen Dach die Kunst des Schmähens entstanden sei.
Die eingegangene Allianz verpflichtet die Partner und ihre Nachkommen. Sie verbindet Gruppen, die verschiedene Familiennamen tragen, verschiedenen Volksgruppen angehören oder in verschiedenen Ländern Westafrikas leben. Man kann so z. B. die Allianzen Diarra-Traoré, Keïta-Coulibaly, Touré-Cissé-Diaby, Bathily-Soumaré finden.
Das Sanankouya (mit der Bezeichnung Mangu bei den Dogon) kann einen inter-ethnischen Charakter haben (Mandinge-Peulh, Bamanan-Peulh, Sonrhai-Dogon, Dogon-Bozo, Minianka-Senufo), aber auch ethnische Gruppen oder Kasten verbinden. Es kommt auch vor, dass Gegenden mit homogenen Ethnien auf diese Art miteinander verbunden sind. 
Das Sanankouya der Westafrikaner macht es möglich, bei einem ersten Kontakt zu fraternisieren und Situationen abzuschwächen, die anderswo zu offenen Konflikten führen würden. In Mali handelt es sich bei Sanankouya sogar um eine Art Therapie, die täglich zur Regulierung der sozialen Beziehungen beiträgt. Die Scherze, welche die Verbündeten austauschen, tragen dazu bei, die Atmosphäre zu entspannen und das für den Dialog erforderliche Grundvertrauen zu erhalten. Der Schriftsteller Sory Camara beschrieb es folgendermaßen: Es handelt sich darum, den Krieg zu entschärfen, ihn zu spielen, um ihn nicht zu führen.
Die „Praktiken und Ausdrücke der joking relationships in Niger“ wurden 2014 in die Repräsentative Liste des immateriellen Kulturerbes der Menschheit der UNESCO aufgenommen.

## Vorkommen in Deutschland
Reste finden sich auch in Deutschland, etwa im gegenseitigen Stehlen des Maibaums durch die Jugend des Nachbardorfes, im Fußball z. B. beim Revierderby, aber auch als das gelegentliche Lächerlichmachen z. B. zwischen Baden und Schwaben/Württemberg (dies zeigt sich insbesondere im Badnerlied) oder auch im volkstümlichen Zusatz des Frankenliedes; hier klagen Franken augenzwinkernd über Altbayern. Außerdem zwischen Köln und Düsseldorf, Frankfurt am Main und Offenbach sowie bei Mainz und Wiesbaden.